# Liste des monuments historiques protégés en 1852
Cet article recense les monuments historiques français classés en 1852.

## Protections
| Édifice                        | Commune | Département | Région               | Protection | Base Mérimée                         | Coordonnées                      | Image |
| ------------------------------ | ------- | ----------- | -------------------- | ---------- | ------------------------------------ | -------------------------------- | ----- |
| Pyramide de la Spina du cirque | Vienne  | Isère       | Auvergne-Rhône-Alpes | classé     | « PA00117318 », notice no PA00117318 | 45° 31′ 14″ nord, 4° 52′ 53″ est |       |
| Couvent des Unterlinden        | Colmar  | Haut-Rhin   | Grand-Est            | classé     | « PA00085365 », notice no PA00085365 | 48° 06′ 36″ nord, 7° 23′ 05″ est |       |